# 다마나군

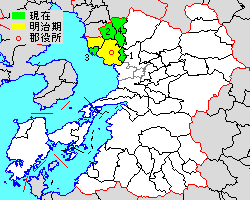
구마모토현 다마나군의 위치（1.교쿠토 정 2.난칸 정 3.나가스 정 4.나고미 정)

다마나군(일본어: 玉名郡)은 일본 구마모토현의 군이다.
인구 36,084명, 면적 211.46km², 인구밀도 171명/km².(2025년 5월 1일, 추계인구)
이하 4정으로 구성된다.
- 교쿠토정(玉東町)
- 난칸정(南関町)
- 나가스정(長洲町)
- 나고미정(和水町)

## 역사
- 2005년 10월 3일 - 다이메이 정·요코시마 정·덴스이 정이 다마나 시가 합병해 새로운 다마나시가 되었다.
- 2006년 1월 1일 - 기쿠스이 정·미카와 정이 합병해 나고미 정이 되었다.